# Aranyos galambgomba
Az aranyos galambgomba (Russula aurea) az Agaricomycetes osztályának galambgomba-alkatúak (Russulales) rendjébe, ezen belül a galambgombafélék (Russulaceae) családjába tartozó, lombos és fenyőerdőkben élő, ehető gombafaj.

## Megjelenése

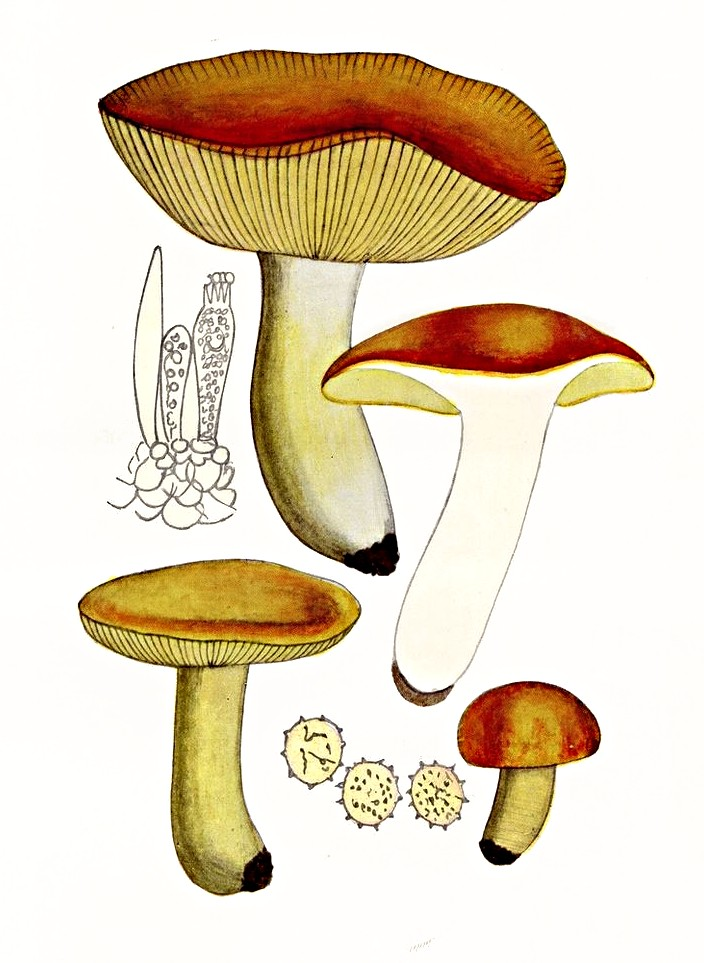

Az aranyos galambgomba kalapjának átmérője 4–8 cm. Fiatalon félgömb alakú, később ellaposodik, középen bemélyed. Színe élénkvörös, narancsvörös vagy aranysárga, rajta kisebb-nagyobb sárga foltok lehetnek. Felülete kezdetben kissé ragadós, fénylő; idősebben bemattul. Széle sima, idősebb korban kissé bordázott lehet. Húsa fehér, fiatalon eléggé kemény; a kalap bőre alatt a légyölő galócához (Amanita muscaria) hasonlóan élénksárga.
Morzsalékony, sűrűn álló lemezei fiatalon fehéresek, ami később halványsárgára változik. Az idősebb gomba lemezeinek éle feltűnően aranysárga. Spórapora okkersárga. Spórái elliptikusak, méretük 7-10 x 6-8 µm, felületük hálózatosan tüskés.
Hengeres tönkje fehér, ami néha sárgás árnyalatú. Magassága maximum 10 cm, vastagsága 2,5 cm.

### Hasonló fajok
Hasonlít hozzá a hánytató galambgomba (Russula emetica), amelynek lemezei fehérek, íze pedig égetően csípős.

## Elterjedése és termőhelye
Lomb- és fenyőerdőkben található meg, főleg tölggyel (de lucfenyővel is) él gyökérkapcsolt (mikorrhizás) viszonyban. Júniustól októberig terem. Magyarországon ritka.
Jóízű, ehető gomba, de eléggé ritka. 